# Szolyvai Emlékpark
A Szolyvai Emlékpark a kárpátaljai Szolyva városban a második világháború végén, 1944 novemberében létesített egykori szolyvai gyűjtőtábor áldozatainak, a málenkij robot elszenvedőinek illetve tágabb értelemben a szovjet megtorlás és a sztálini terror áldozatainak emléket állító emlékpark, melyet 1994 novemberében avattak fel. Az emlékpark a szolyvai gyűjtőtábor egyik temetőjének a területén, az első világháborús szolyvai katonatemető szomszédságában létesült. A Szolyvai Emlékparkban minden év novemberében emlékünnepséget tartanak az áldozatok emlékére.

## Története
A szolyvai eseményekről nyilvánosan csak a szovjet rendszer lazulásával, az 1980-as évek végén lehetett beszélni. A Kárpátaljai Magyar Kulturális Szövetség (KMKSZ) választmánya 1989. október 14-én tett közzé egy felhívást arról, hogy az egykori szolyvai gyűjtőtábor helyén emlékparkot kell felépíteni, egyúttal pedig gyűjtést is indított az építéshez szükséges anyagi háttér megteremtése céljából. Még abban a hónapban, 1989. október 27-én a szolyvai eseményeknek elsőként emléket állító emlékművet állítottak fel Nagypaládon. Röviddel ezt követően pedig Beregszászban szervezett a KMKSZ emlékkonferenciát, amelyen magyarországi és kárpátaljai kutatók is részt vettek.
A KMKSZ írásos beadványa alapján a Szolyvai Városi Tanács Végrehajtó Bizottsága 1989. október 29-én járult hozzá a város területén emlékpark létesítéséhez. Az ezzel kapcsolatos szervezési munkát, valamint a pénzgyűjtést a KMKSZ koordinálta. Az alapkő-letételre 1990. november 24-én, Szolyván került sor. A park terveinek elkészítésével a következő évben, 1991-ben a KMKSZ Asztalos Éva ungvári építészt bízta meg. Még abban az évben elkészültek a dokumentációk és elkezdődtek a kivitelezési munkálatok is.
Az emlékpart építése 1992-ben azonban a pénzhiány miatt elakadt. Ezért áprilisban Tóth Mihály vezetésével megalakult a Kárpátaljai Alapítvány, mely célul tűzte ki, hogy folytatja a Szolyvai Emlékpark építését. Az alapítvány ennek érdekében új gyűjtést indított és új költségvetési tervet készíttetett.
A gyakorlati megvalósítás 1993-ban kezdődött el, amikor a polenai építőipari vállalat hozzákezdett a tereprendezéshez, majd az építmények kivitelezéséhez. Az összegyűjtött pénz azonban elfogyott, ezért a kivitelezési munkálatokat egy időre fel kellett függeszteni. A Kárpátaljai Alapítvány elnöke, Tóth Mihály az Illyés Gyula Közalapítványtól (IKA) kért pénzügyi segítséget. Az IKA kuratóriuma támogatólag bírálta el a Kárpátaljai Alapítvány pályázatát, cserébe azonban azt kérték, hogy az emlékpark ügyeit egy külön bizottság felügyelje. Így 1994. július 9-én Ungváron megalakult a Szolyvai Emlékpark Bizottság. A KMKSZ kérésére az emlékpark bizottság három KMKSZ-es taggal bővült, de a KMKSZ 1995-ben felfüggesztette tagságát az emlékpark-bizottságban. Az IKA 10 ezer USD-t utalt át az emlékpark kialakítására.
A részben elkészült emlékparkot 1994. november 27-én avatták fel. Másnap több ezer fő részvételével megemlékezést tartottak a szolyvai áldozatokról, amelyen beszédet mondott Fodó Sándor, a KMKSZ egykori elnöke, Tóth Mihály parlamenti képviselő, a Szolyvai Emlékpark Bizottság elnöke. Dupka György, az emlékpark bizottság titkára felolvasta azon települések nevét, ahonnan embereket hurcoltak el a táborba, valamint az elhurcoltak számát. Ezt a listát Göncz Árpád köztársasági elnök és Szerhij Usztics, a Kárpátaljai Területi Tanács elnökének a levelével együtt egy urnában a siratófalba helyezték.

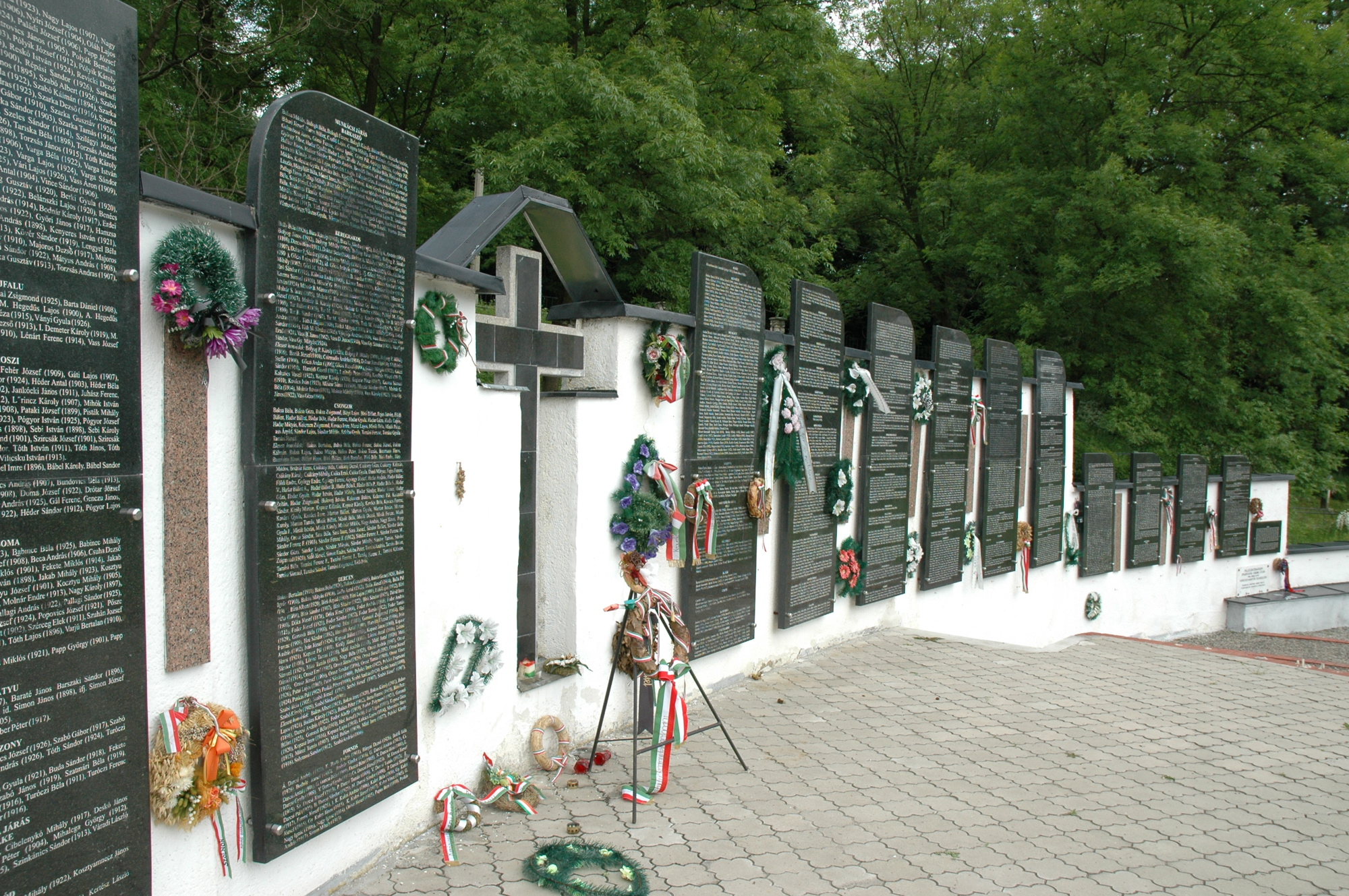
A szolyvai áldozatok emlékműve a neveket tartalmazó, 2004-ben elhelyezett márványtáblákkal

Az emlékpark építése az IKA anyagi támogatásával 1995-ben tovább folytatódott, de segítséget nyújtott a munkálatokhoz a német hadisírgondozó szervezet (Volksbund Deutsche Kriegsgräberfürsorge) is. Ekkor létesült az emlékpark északi részén, annak legmagasabb részén egy emlékoszlop is, amit 1995. november 19-én avattak fel.
Az emlékpark később újabb emlékművekkel bővült. Így 2004-ben második világháborús magyar katonasírokra került szabványos katonai kereszt, polgári áldozatainak emlékére pedig kopjafát állítottak. Több éves gyűjtő- és kutatómunka eredményeként 2004-ben elkészülhettek az áldozatok nevét tartalmazó márványtáblák is, melyeket a fő emlékmű siratófalára szereltek fel. A fekete márványból készült táblákra több mint 12 ezer nevet véstek fel. 2008-ban avatták fel a Szolyvai Emlékpark kápolnáját, melynek harangját Vásárosnamény adományozta. 2009 novemberében pedig a siratófalon elhelyezték az egykori Bereg vármegye mai magyarországi területéről (ún. Csonka-Bereg), Ung vármegye ma Szlovákiához, valamint Ugocsa vármegye ma Romániához tartozó területeiről a szolyvai gyűjtőtáborba hurcoltak nevét tartalmazó márványtáblákat is.